# アバター4
『アバター4』（原題：Avatar 4）は、2029年公開予定のアメリカ合衆国のSFアクション映画。ジェームズ・キャメロン監督の『アバターシリーズ』の第4作。

## キャスト
ナヴィ
- ジェイク・サリー：サム・ワーシントン
- ネイティリ：ゾーイ・サルダナ
- モアト：CCH・パウンダー
- トノワリ：クリフ・カーティス
- キリ：シガニー・ウィーバー

地球人（スカイ・ピープル）
- マイルズ・クオリッチ：スティーヴン・ラング
- パーカー・セルフリッジ：ジョヴァンニ・リビシ
- カリーナ・モーグ博士：ミシェル・ヨー
- ジャック・チャンピオン

不明
- ヴァラング：ウーナ・チャップリン
- デヴィッド・シューリス

## 公開日
当初は2026年の公開が予定されていたが、配給会社のウォルト・ディズニー・カンパニー作品の公開スケジュールが2023年6月に見直され、2029年12月に変更となった。